# 庇護十一世

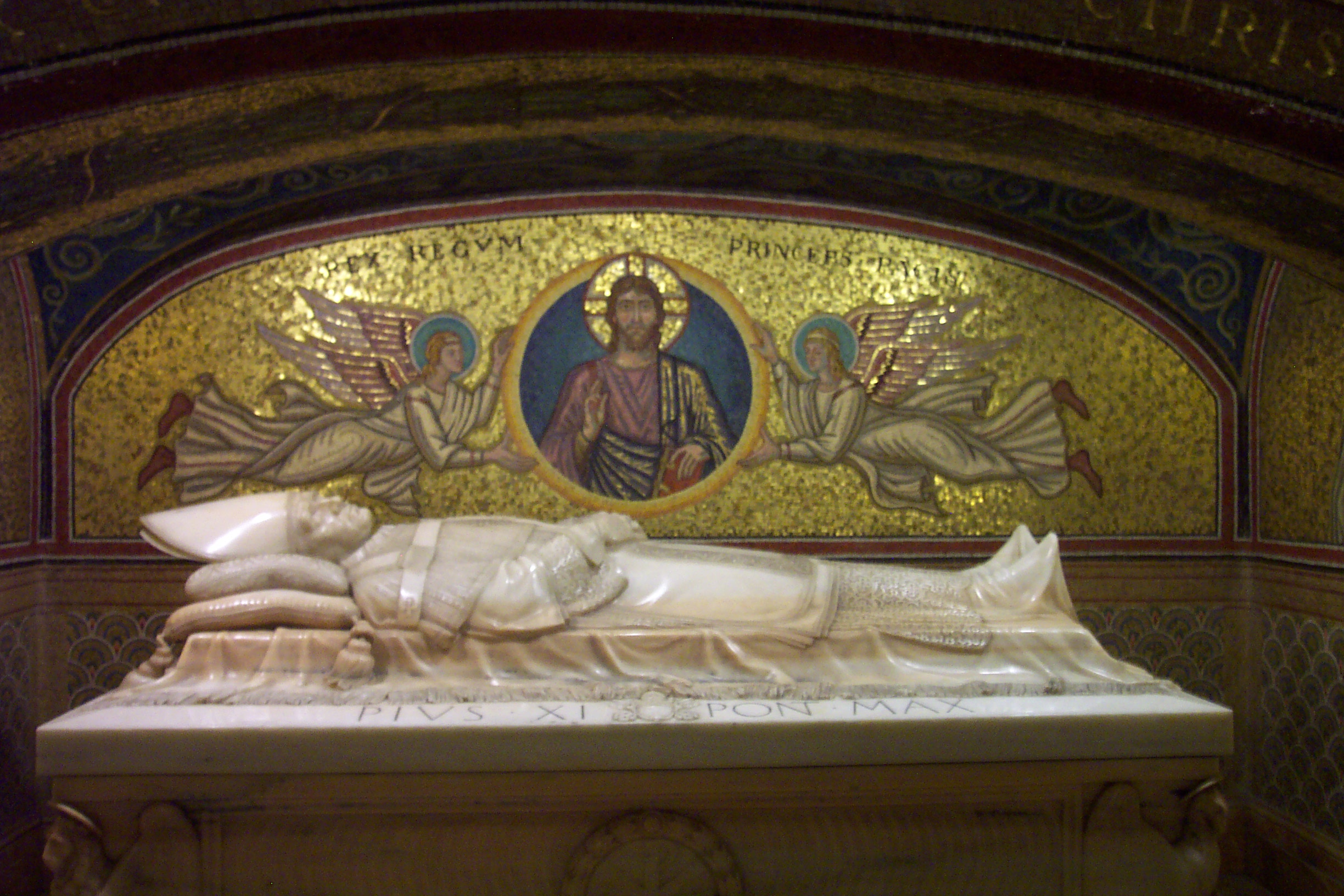
教宗庇護十一世之墓

庇護十一世（拉丁語：Pius PP. XI，1857年5月31日—1939年2月10日），原名安博·達米亞諾·阿契爾‧拉蒂（義大利語：Ambrogio Damiano Achille Ratti），是天主教會第259任教宗。

## 生平

### 任教宗之前
庇護十一世1857年5月31日出生於奥地利帝国领地倫巴第-威尼西亞王国（现属意大利）的代西奧小鎮的一個中產階級的家庭，他的父親是在一座絲廠就任經理，母親名為德蘭加利。他十歲時進了位於米蘭的一座小修院。22歲時擔任了修院的執事，米蘭總主教派他前往羅馬深造。他在羅馬的三年中，於額我略大學考取了教律博士及神學博士後便回到米蘭大修院任教。1911年他被招至到了羅馬，希望他繼艾爾（Erle）之後接任梵蒂岡圖書館館長，他在此處擔任館長直至1918年。他閒暇之餘則是到修女所辦的學校向兒童們教課。
他人生經歷的轉折是在1918年遇到當時的教宗本篤十五世，教宗選他為宗座巡閱使，派他前往波蘭去視察。由於波蘭曾於1772年、1792年以及1795年，被俄国、奧地利、普鲁士三國瓜分，1918年第一次世界大戰後成為獨立的國家。因為他精通歷史，所以他對此自有協調的方法。1920年他經歷到了共產黨如何攻打波蘭，所以他極為反對共產主義和傳統自由主義運動。由於在那段時間，他開始展露出他的外交才能和在艱苦環境處變不驚的能力，所以當1921年米蘭總主教弗拉里樞機主教逝世，於是教宗本篤十五世提拔他為聖瑪爾定堂樞機主教並委任他為米蘭的總主教。他就任新職第5個月後，在1922年1月14日，前教宗本篤十五世病逝，享年68歲。同年2月2日，樞機們於西斯汀小教堂選舉教宗，在2月6日的第十四次選票結束後他便被推選為教宗，是為庇護十一世。

### 教宗

#### 拉特朗條約
庇護十一世有意繼續前教宗本篤十五世所定下的政策，就是恢復教廷與各國的邦交。那時意大利的政權經過一個重大的變革與轉換。從軍多年的墨索里尼在1919年成立法西斯黨，他於1922年經由政變取得政權，於是教廷與新掌權的意大利政府開始新的交鋒。從1871年意大利統一以來，因為當時的教宗庇護九世拒絕接受意大利政府教廷擔保法的協議，教廷的管轄區域僅剩下梵蒂岡、拉特蘭和貢達爾夫堡。也因此天主教會在羅馬的世俗權力也受到限制。而這也造成之後在教廷即位的教宗所要面對的一個極大課題，俗稱「羅馬問題」。這個從庇護九世以來長達半世紀的問題，終於在1929年2月11日的「拉特朗條約」中與法西斯政府取得共識，獲得解決。墨索里尼取得政權後開始實行獨裁政治。雖然墨索里尼本人直言無諱地反對教權，但他看到與教廷和解在政治上對他的許多好處，所以他選擇了政治妥協。
1929年在拉特蘭宮所簽訂的兩項協定中。教廷放棄它對意大利的領土要求，就是不再擴張其領地的範圍；其次承認法西斯政權為意大利合法的統治者，教廷承認意大利的首都為羅馬；此外，教廷答應不干預政治和接受任命主教須經由國家批准的規定。在國際地位上，意大利政府則承認梵蒂岡為獨立主權國家，國家由教宗統治，是為永久中立國。居住在此轄內者擁有梵蒂岡國籍，但若移居於梵蒂岡外便失去其國籍，而住於羅馬境內的天主教徒則不受此限。在國際關係上，教廷擁有與世界各國主教、教徒、各國政府通訊的自由與便利。教廷對於交戰各國，可運用其精神道德力量，斡旋和平。教廷不參加國際會議，但可參加非政治性的會議。教宗可參加非政治性的條約簽字。
此外財務協定方面，意大利政府須立即賠償教廷自1870年來所受的財務損失共三千九百三十七萬五千美元，連同年息五厘的債劵五千二百五十萬美元。教廷所屬教堂、別墅、宮殿、附屬建物及不動產皆享有免稅優待。還有在宗教層面上，法西斯政府須答應建立天主教為“國家唯一宗教”，大主教及主教選擇權在於教宗，但需先徵求政府同意。教廷對宗教事務具有司法權，意大利政府允許修改民法，使教會律例的規定擴大到婚姻的層面，也就是由教會締結的婚約享有一切法律上的效果，教徒離婚問題，由教會解決。在教育的層面上，政府須答應在中、小學准許教授宗教課程，但教會不得干涉學校教務和行政工作，政府允許無政治含意的宗教活動，教會則禁止其教會內部人員參與任何政黨活動。教廷與政府協商的結果，在意大利的人民中獲得普遍性的贊成及接受。也因此，梵蒂岡成為意大利境內唯一獨立王國，「羅馬問題」也在此時獲得完善的解決。至今教廷與意大利政府仍然維持友好關係。

#### 通諭
庇護十一世在位17年，在他任內前後寫了二十多件通諭。其中有國際間的問題，也有對於社會、宗教所發生的事件發出通諭，主要可分為幾類：
- 公教進行會：在庇護十世的時代，信徒參與傳福音的工作，並自發性地擴展教會團體已在各國增多起來。但是這些分會彼此個不相屬，當庇護十一世面見一位從比利時出生於布魯塞爾任副本堂的賈爾定神父時，瞭解了他組織了教職工青年會。他同意這名神父的做法。所以他將不同的社會階級所組成的公進會開始專業化的組織起來。於是在1922年12月22日發佈了「天主默見」（Ubi Arcano Dei）的通諭，強調各階層各職位的信徒皆有傳福音做門徒的責任。
- 公教教育：在羅馬問題協定沒多久，政府想把教育青年的權力逐漸歸政府壟斷。因此，教宗面對著企圖壟斷青年教育的國家，爭取了家庭和教會的權力。於是他在12月31日發佈了「主的（神聖）導師」（Divini illius Magistri）的通諭，指出公教對青年教育的權利。他認為教育的目的，是培植完備的信徒，使他能有理智和信德行事為人。並說明國家和家庭教育的本份，譴責政府不應壟斷青年教育。
- 婚姻通諭：1930年12月31日，他面對國家社會腐化的風氣和家庭的解體，所以他引用聖經發佈通諭。通諭中闡明了婚姻的道理，為保護婚姻道德性與神聖性，公教可要求國家的合作。
- 重建社會秩序的通諭：1931年4月15日，教宗發佈了「四十年通諭」（Quadragessimo Anno），這是回應之前的良十三世教宗（1878-1903）於1891發佈的「新事物」通諭（Rerum Novarum）中提到針對社會問題的回應。庇護十一世強調，他希望廢止以利潤作為經濟活動的最高規律，而應以公共利益來取代；其次，希望建立職業制度以及國家和國際間的機構，使這些經濟活動受到公共利益的制衡與約束。而他也希望社會能提升工人福利，如：提高工資所得，使工人能維持家中經濟負擔並改善其生活品質。
- 針對法西斯政府的通諭：1931年6月29日，教宗發佈了「我們不需要」通諭（Non abbiamo bisogno）。法西斯黨在1930年尾時攻擊青年會，天主教會的公進會受到毀謗和攻擊，墨索里尼發表聲明，宣稱所有入學年齡之孩童均屬於國家，所以應由國家來進行教育。政府命令全國所有兒童與青年皆應入黨，其他一切青年組織都應解散。教宗透過外國通訊社發表了「我們不需要」通諭，抨擊法西斯政府鎮壓天主教行動。教宗對於法西斯政府攻擊公進會的流言逐一反駁，並證明法西斯政府違反協議，這些單方面的決定絲毫沒有政治作用。教宗於此再一次爭取教會陶冶青年的權利。墨索里尼面對本國和國際輿論，選擇了讓步的協議，准許天主教的存在，但行動須受嚴格限制。
- 對納粹黨的通諭：希特勒率領的納粹黨在德國興起，但他們有意使德國擺脫基督教信仰。德國政府在1936年12月1日宣布，德國所有青年，都須按照國家社會主義精神接受「希特勒青年」教育。教宗為了答覆這種政策，與教廷的國務卿巴塞里樞機主教（庇護十二世）在1937年3月14日草擬了「极度关切」通諭。這道用德文寫的通諭，避過警察的監視，並於1937年3月21日棕樹主日當天，公佈在全德境內的天主教堂。通諭抗議國家對教會的壓迫，號召天主教徒反抗種族主義和國家崇拜，反對曲解基督教的教義和道德觀念，要求信徒持守對耶穌基督的忠誠以及對教廷的忠誠，並譴責納粹對天主教徒和教會的暴行。
- 對西班牙的通諭：1931年，西班牙建立新的共和國政權。新上台的左翼共和黨人政府，在他們所訂定的新憲法中，不但規定政教分離，而且將離婚定為合法化、禁止會士任教，解散耶穌會並將其財產充公。教宗面對此事，於是在1932年發佈了「我們極可愛的」通諭（Dilectissima Nobis）對此暴行提出嚴重的抗議。
- 對反宗教的通諭：蘇聯、墨西哥、西班牙反宗教的暴行，使得教宗決定在1937年3月18日發佈「神聖救主」通諭（Divini Redemptoris），譴責共產主義的錯誤，他對蘇聯、墨西哥、西班牙的人民表示同情，提議用天主教義中的愛來代替共產主義欺騙人實際想奪取政權的行動。[5][6][7]

#### 其他
教宗即位之初，傳信部管轄的教區原是330個，但是到了他逝世的前一年，也就是1938年的統計數據來看，他在位時多增加了210個教區，共計牧養了540個教區。此外，他還將不少的偉人列入聖品。1923年4月29日列聖女小德蘭為真福品。1925年4月17日，將耶穌會士加尼修列入聖品，並公布他為教會聖師；此外還有聖女巴拉、聖歐德、聖維亞奈、勝伯拉明、聖大亞爾伯、聖福內、聖女伯爾納。1926年，教宗又加冊封聖十字若望為教會聖師，除此後續還有追奉伯拉明與大亞爾伯一為教會聖師。此外在1935年，他將於400年前英國殉教的主教費舍爾（John Fisher）以及寫《烏托邦》（Utopia或譯理想國）的作者摩爾等人列入聖品。
1936年教宗患病，那年的聖誕致詞他是在病床上發表的。雖然過了不久他痊癒了，不過他卻無法阻止意大利與德國越走越近的趨勢。於是他預備在1939年2月11日的「拉特朗條約」十周年紀念前，將意大利的主教都招聚來，為要給他們最後的指示，譴責那些導致民族浩劫的獨裁政府。但可惜的是，他來不及在2月12日發佈演講，於10日清晨時與世長辭，享年81歲，其教宗之位日後由庇護十二世繼任。

## 譯名列表
- 碧岳十一世：香港天主教教區檔案　歷任教宗作碧岳。
- 比約十一世：《梵二大公會議文獻》多作比約。
- 庇護十一世：天主教香港教區禮儀委員會：禧年專頁 （页面存档备份，存于）、《大英簡明百科知識庫》2005年版[永久]、《世界人名翻譯大辭典》1993年版作庇護。